# Robert Karlsson (1988)
Robert S Karlsson (Kalmar, 29 juli 1988) is een golfer uit Zweden. Hij is geen familie van zijn naamgenoot Robert Karlsson, die in 1989 professional werd.

## Amateur
Robert studeerde aan de Liberty University in Lynchburg, Virginia, en speelt college voor de Liberty Flames. In 2011 en 2012 werd hij uitgeroepen tot Big South Player of the Year. In beide jaren speelde hij de Palmer Cup.
Hij kwam in de schijnwerpers toen hij tijdens de Nordea Masters van 2011 samen met Alexander Norén en Jaco Van Zyl aan de leiding ging na een eerste ronde van 67. Hij eindigde op de 24ste plaats met een totaal van +2, en kreeg 60 punten voor de wereldranglijst. In 2012 was hij bij de Nordea Masters de enige amateur die de cut haalde. Hij stond voor de aanvang van dat toernooi op nummer 24 van de wereldranglijst. In de laatste ronde maakte hij een hole-in-one op hole 4 en eindigde hij op de 61ste plaats.

### Overwinningen
- 2011: Rio Pinar Invitational, JU Invitational

### Teamdeelnames
- Palmer Cup: 2011, 2012
- Bonallack Trophy: 2012 (winnaars)
- Big South Championship: 2011 (winnaars)

## Professional
Karlsson werd professional. 